# Кисляков, Александр Владленович
Алекса́ндр Владле́нович Кисляко́в (12 февраля 1954, Миллерово) — российский художник.

## Биография
Родился 12 февраля 1954 года в г. Миллерово, где в тот момент семья жила в связи с распределением отца, выпускника юрфака РГУ. Среднюю школу окончил в Ростове-на-Дону. С 1978 по 1982 год учился в Ростовском художественном училище им. М. Б. Грекова, Ростов-на-Дону (мастерская Ю. И. Фесенко).
С 1982 по 1999 год жил и работал в Таганроге, куда уехал с женой Натальей Дурицкой по окончании Грековского художественного училища.
В 1986 году сформулировал основные принципы изобретённого им литературного жанра «Ненаписанные стихи». Отдельной книгой избранные «Ненаписанные стихи» были изданы в 2017 году, в виде каталога выставки «Вечные ценности. Экорше».
С 1988 года — член товарищества «Искусство или смерть».
В 1990 году разработал эмблему Таганрогского радиотехнического института, знаменитого скифского «Лосёнка», ставшего в результате последующего пиратского редизайна официальным символом ТРТИ/ТРТУ/ТТИ.
В 2015 году выступил художником в короткометражном фильме «Приглашение в кино» (режиссёр Максим Капля).
В 2017 году совместно с Натальей Дурицкой и группой товарищей открыл в публичном пространстве «перелётную» арт-галерею ZHDANOV.
Работы художника находятся в частных коллекциях России, Германии, США, Литвы.
Живет и работает в Ростове-на-Дону.

## Персональные выставки
- 2018 — «Маятник». Галерея ZHDANOV, Выставочный зал ТО Союза художников России, Таганрог[15][16][17][3].
- 2017 — «Вечные ценности. Экорше». Арт-центр MAKARONKA, Ростов-на-Дону[5][10][18][19][20].
- 2002 — «Недвижимость, неслышимость, невидимость» (совм. с Н. Дурицкой). Квартирная выставка, Ростов-на-Дону.
- 1996 — «Любовница Пифагора». Выставочный зал Городского дома культуры, Таганрог[10][21][22][23].
- 1995 — «Два приношения: горькое и сладкое» (совм. с Ю. Шабельниковым). Музей Градостроительства и быта, Таганрог[24][25][26][27][28].

## Избранные групповые выставки
- 2016 — «Современное искусство Ростова». Лига Парк, Ростов-на-Дону[29].
- 2010 — «Концептуализм: здесь и там». Южно-российская биеннале современного искусства. МСИИД, Ростов-на-Дону[4][30].
- 2009 — «Товарищество „Искусство или смерть“». Государственный музей современного искусства, Москва[1][6][31].
- 2009 — «Remake». М-галерея, Ростов-на-Дону[32][33].
- 2008 — «О смертном в искусстве. Памяти Николая Константинова». М-галерея, Ростов-на-Дону[34].
- 1992  — «Героическая / Живая сила» (совместно с Ю. Шабельниковым). Ростовский областной музей изобразительных искусств, Ростов-на-Дону.
- 1989 — «Италия имеет форму сапога». Выставочный зал Союза художников на Набережной, Ростов-на-Дону.
- 1988 — «Жупел». Выставочный зал Союза художников на ул. Горького, Ростов-на-Дону[1][35].
- 1988 — «Однодневная выставка». ДК завода «Прибой», Таганрог[1].

## Галерея

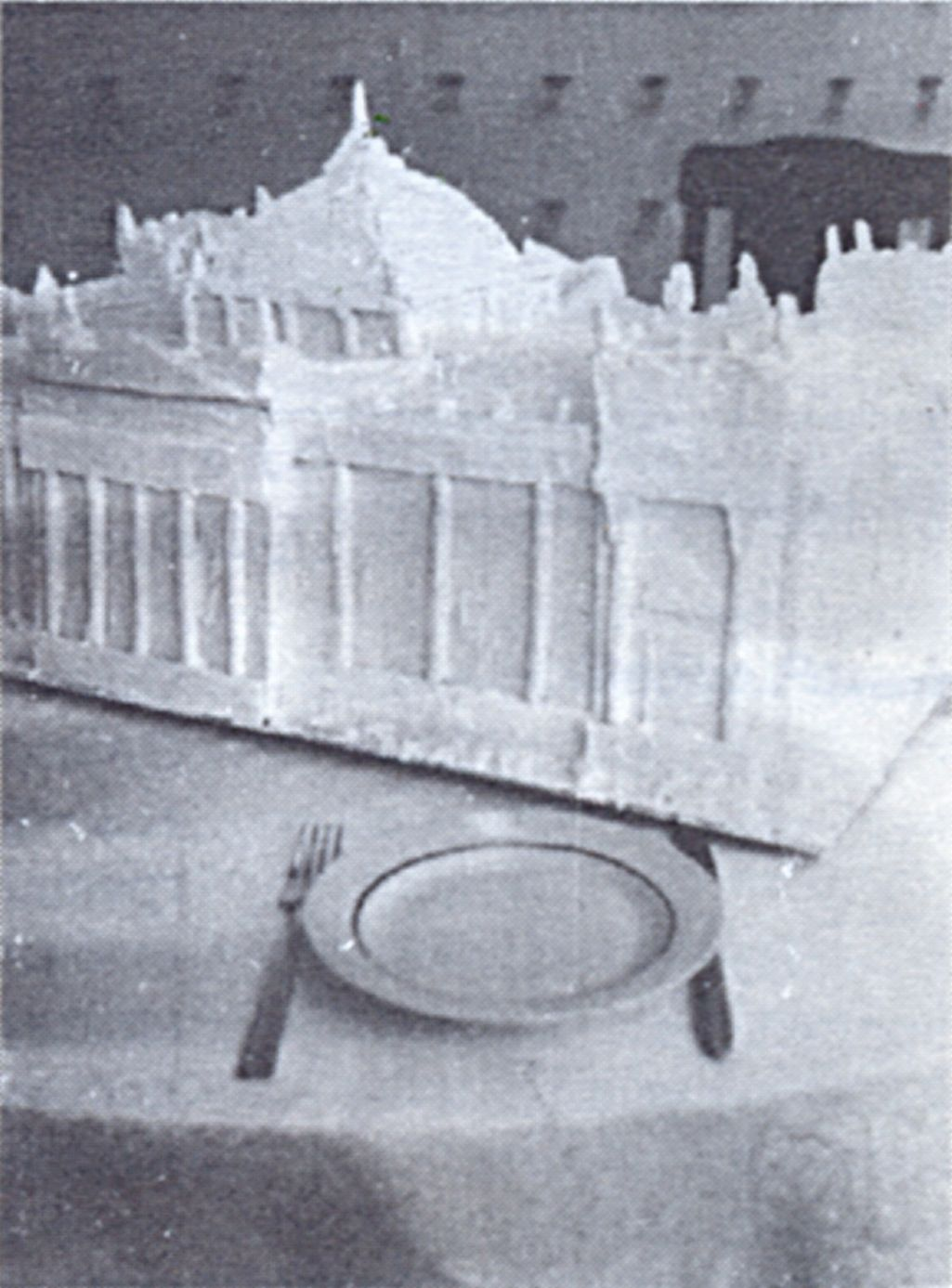
«Два приношения: горькое и сладкое» (совм. с Ю. Шабельниковым), инсталляция, 1995
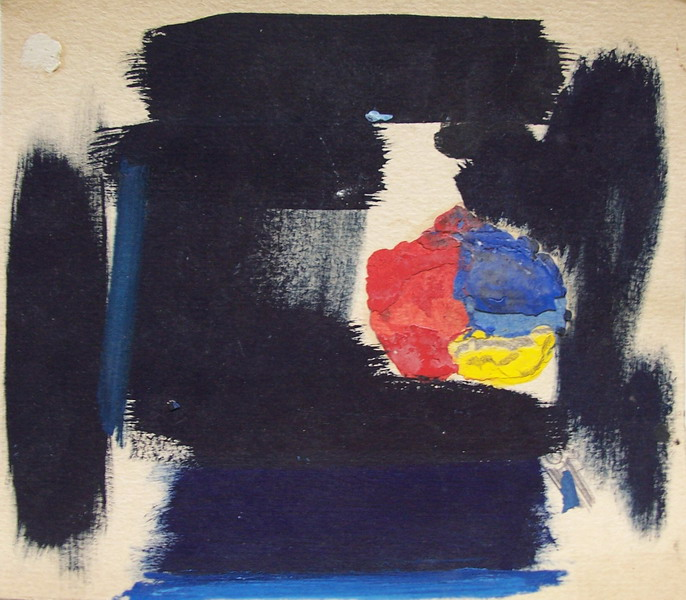
«Знали б из каких цветов выходит настоящее говно», к/м, 74,5х86, 1995
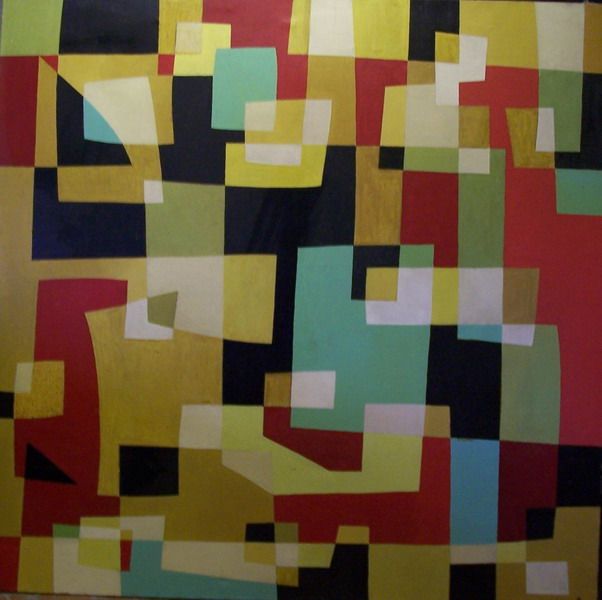
«Автопортрет», х/м, 150х150, 1994
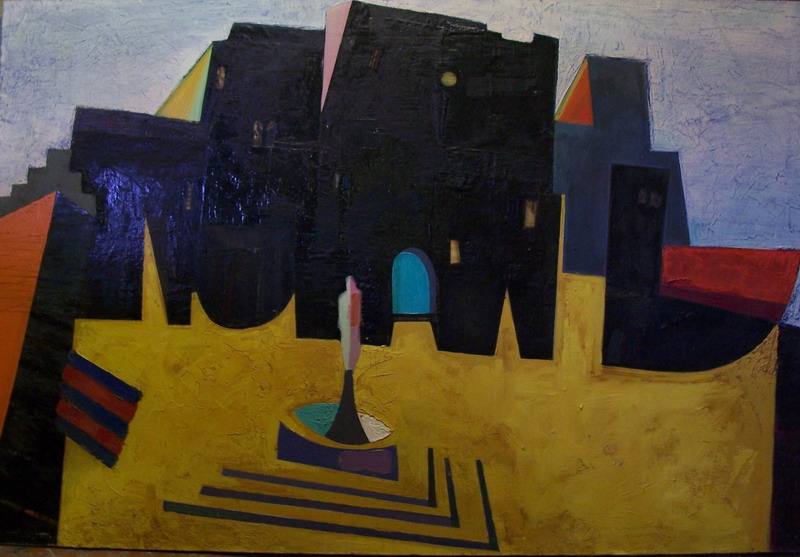
«Сиеста», х/м, 116х175, 1990
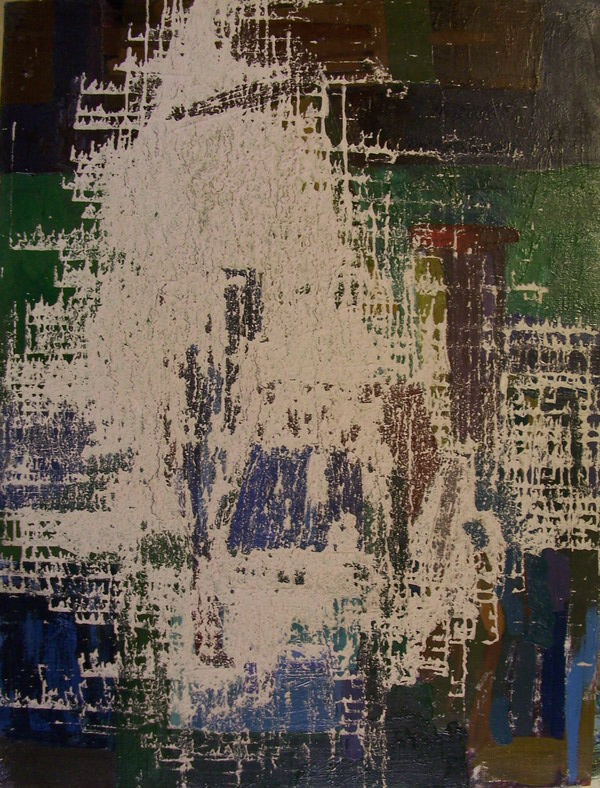
«Композиция», х/м, 110х81,5, 1994
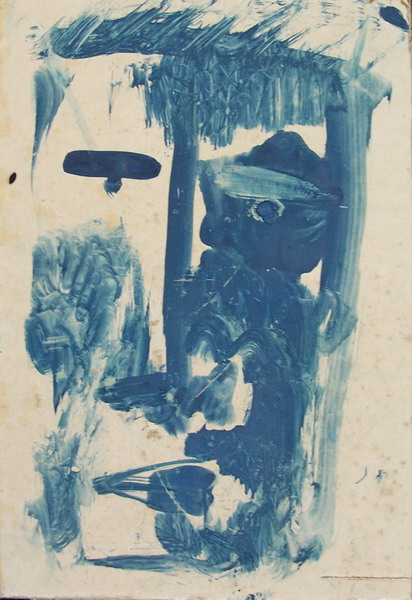
«Юра», к/г, 19х13, 1990
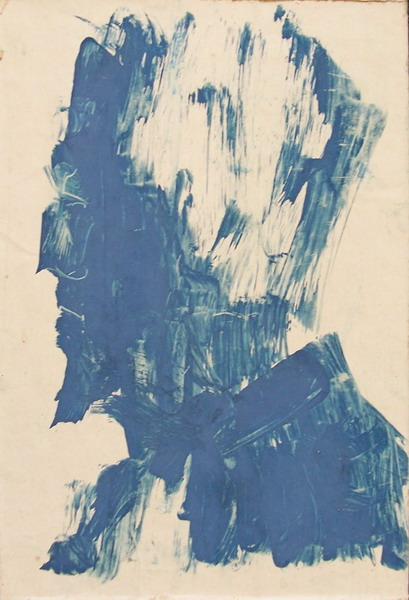
«Граф» (портрет Л.А. Стуканова), к/г, 19х13, 1990
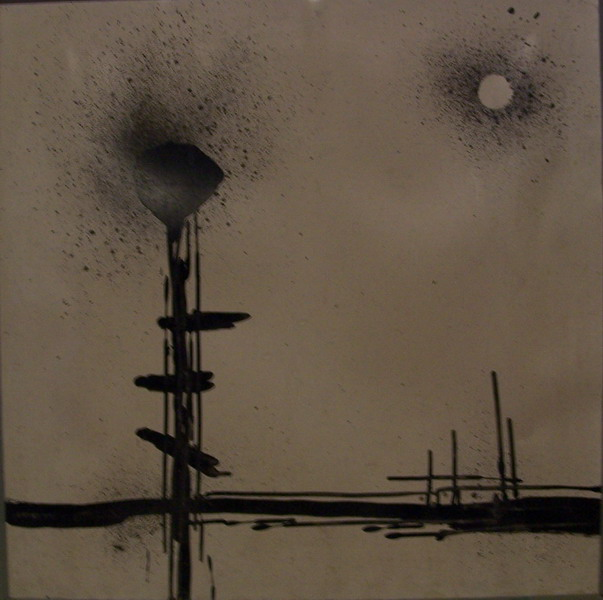
«Ночь», б/г, 66х66, 1989
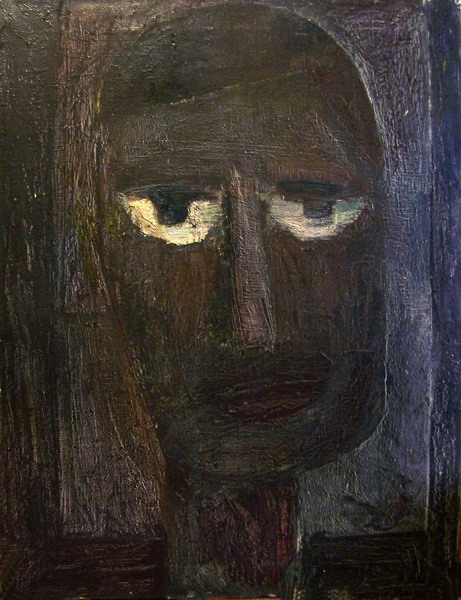
«Образец ритуального изображения», х/м, 78х60, 1988
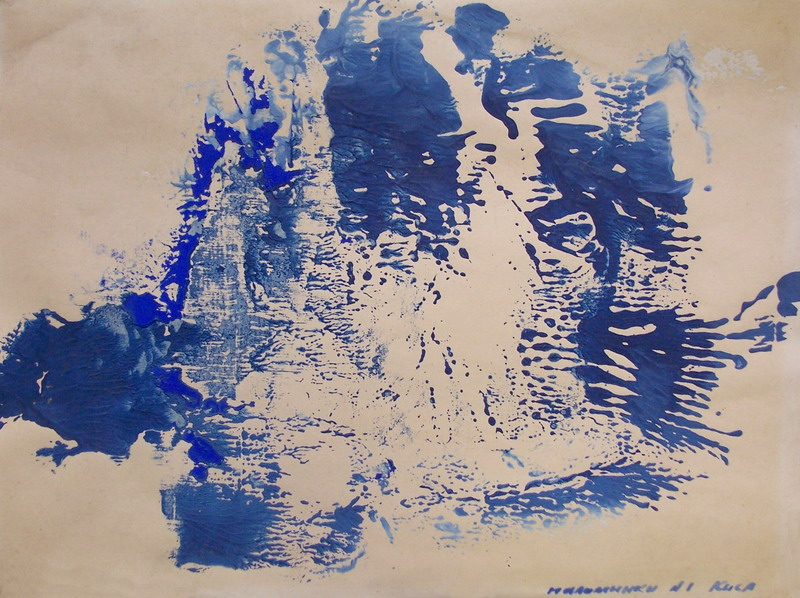
«Паломники №1», б/т, 31,5х42, 1988
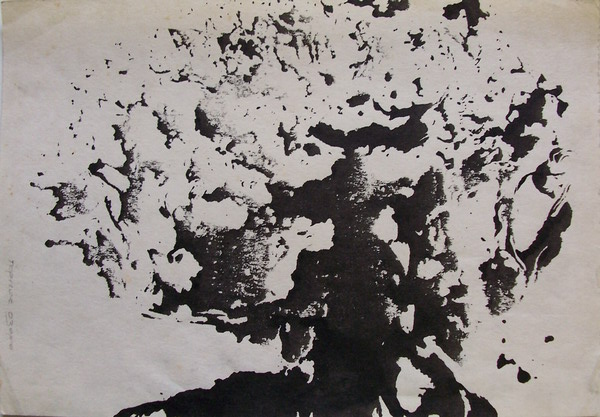
«Дуб Бетховена», монотипия, 20х28,5, 1988
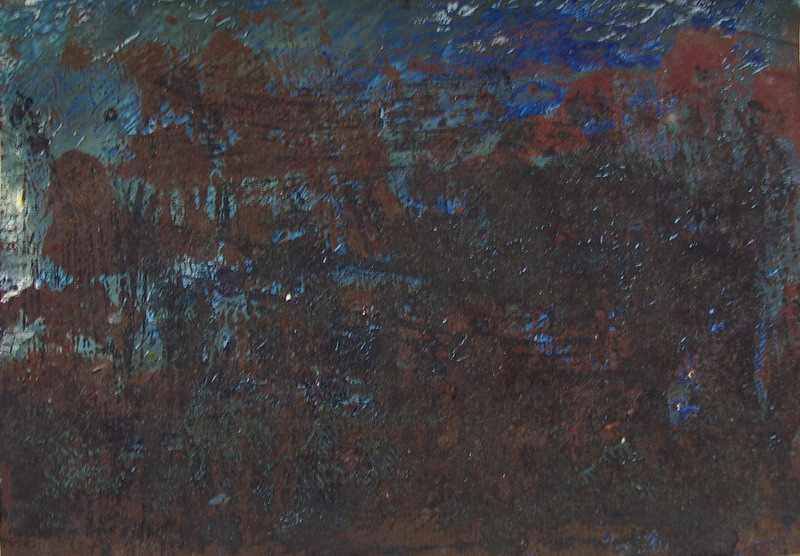
«Красные цветы», монотипия, 19х27, 1988
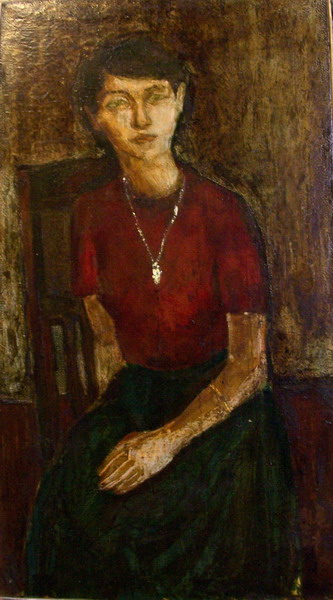
«Незнакомка», х/м, 110х60, 1985

## Фильмография
- 2010 — «O, Sortie!», док. фильм. Режиссёр Руфат Гасанов. Студия ВГИК[36][37][38].
- 2006 — «Кошляков, Шабельников, Тер-Оганьян, Сигутин». Д/ф, «Art via Video».

## Кураторские проекты
- 2017 — «Граф» (совм. с Н. Дурицкой). Галерея ZHDANOV, Ростов-на-Дону[14][39].

## Цитаты
- «Саша Кисляков был старше и эрудированнее нас. Круг его художественных интересов и практик отличался очень большим разнообразием — от экспрессионизма до геометрии. Он увлекался серьезно не только рисованием, но и литературой. В 1986 придумал собственный жанр „Ненаписанные стихи“. Киса жил неподалёку, иногда заходил ко мне в гости. Как-то за бутылкой водки мы вспомнили о том, что Хлебников уже умер, а, значит, — вакансия Председателя земного шара свободна. Проголосовали и, естественно, выбрали Кису»[1] — Авдей Тер-Оганьян, 2009.

## Семья
- Дурицкая, Наталья Ивановна (род. 1960) — жена, российская художница.
- Дейч, Феликс Львович (1937—2019) — дядя, латвийский театральный режиссёр, актёр[4].